# SFシリーズ
『SFシリーズ』は、ポプラ社から1971年から1972年にかけて刊行されたSF小説の叢書。
B6判。ハードカバー。全10巻。
海野十三の作品7つと海外古典SFの翻訳3つからなる。

## 一覧
1. ロボット博士（海野十三）
2. 謎の金属人間（海野十三）
3. 怪星ガン（海野十三）
4. 地球盗難（海野十三）
5. 恐龍の世界（コナン・ドイル）氷川瓏訳
6. 火星探検（海野十三）
7. 宇宙追撃戦（ガーンズバック）加納一朗訳
8. われはロボット（アシモフ）小隅黎訳
9. 怪塔王（海野十三）
10. 美しき鬼（海野十三）